# Fälgaren
Fälgaren este o arie protejată (arie specială de conservare — SAC, sit de importanță comunitară — SCI) din Suedia întinsă pe o suprafață de 258,4 ha, integral pe uscat.

## Localizare
Centrul sitului Fälgaren este situat la coordonatele 57°45′12″N 16°23′21″E / 57.7534°N 16.3893°E.

## Înființare
Situl Fälgaren a fost declarat sit de importanță comunitară în ianuarie 2002 pentru a proteja 1 specie de animale. Situl a fost protejat și ca arie specială de conservare în martie 2011.

## Biodiversitate
Situată în ecoregiunea boreală, aria protejată nu include niciun habitat protejat.
La baza desemnării sitului se află o specie protejată de  pești: zvârluga (Cobitis taenia).